# 검은사냥개박쥐
검은사냥개박쥐(Molossus rufus)는 큰귀박쥐과에 속하는 박쥐의 일종이다. 남아메리카 북부 지역(칠레 제외)과 대부분의 중앙아메리카(벨리즈 제외) 그리고 멕시코 남부의 일부 지역에 분포한다.